# Савельев, Владимир Семёнович
Влади́мир Семёнович Саве́льев (30 июля 1934, Полтава — 17 августа 1998, Москва) — русский поэт, переводчик, публицист. Член Союза писателей СССР (1961—1991), Союза писателей Москвы, Первый секретарь СПМ (1992—1998). Заслуженный работник культуры Казахской ССР (1980). Заслуженный работник культуры Российской Федерации (1994).

## Биография
Отец — Савельев Семён Семёнович (1898—1941), военнослужащий, пропал без вести осенью 1941 под Смоленском. Мать — Савельева Серафима Осиповна (1902—1966, с. Верхняя Грязнуха Камышинского района, Волгоградской области), служащая.
В сентябре 1941 семилетний Володя с матерью и старшей сестрой ушли из оккупированного немцами Сталино с колоннами беженцев и в ноябре оказались в землях немцев Поволжья, перед этим выселенных в «трудовые лагеря» в Сибирь и Среднюю Азию. Немецкие названия сёл — Крафт и Гебель — были заменены русскими Усть-Грязнуха и Верхняя Грязнуха, беженцы автоматически стали сельскими жителями, которым в СССР с 1932 года по 1974 не разрешалось иметь паспорта и запрещалось покидать места проживания.
После окончания в 1954 году с похвальной грамотой сельской семилетки Владимир Савельев в нарушение запрета самовольно уехал из непаспортизированной местности для поступления в Астраханское речное училище (1950—1954), окончив которое работал мастером бригады котельщиков на Саратовском судостроительном заводе с 1955 по 1957 годы. Тогда же прошли первые публикации его стихов в газетах Черноморского флота в Севастополе, в саратовских газетах.
С 1957 по 1959 учился в Литературном институте им. Горького в Москве. После поступления в Литинститут стихи выходили в газетах «Комсомольская правда», «Литературная Россия», «Труд», журналах «Москва», «Молодая гвардия», «Юность», сборниках «День поэзии».
В 1961 году был принят в Союз писателей СССР. Работал редактором в издательстве «Молодая гвардия», заведовал отделом поэзии в журнале «Сельская молодёжь».
С 1964 года перешёл на литературную работу, занимаясь собственным творчеством и переводами. В 1976—1981 работал помощником секретаря СП СССР Риммы Казаковой, с 1982 — до распада Союза писателей СССР в 1991 году — консультантом по вопросам публицистики и делам издательств Союза писателей СССР.
В 1989 году стал членом Независимой писательской ассоциация в поддержку перестройки «Апрель», первой оппозиционной по отношению к официальному Союзу писателей СССР организацией, возглавили которую А.Приставкин, Ю.Черниченко, Е.Евтушенко, М.Шатров, А.Соколов. В это же время Владимир Савельев настоял на восстановлении в СП СССР пятерых ранее репрессированных коллег.
После августовского путча 1991 года, в результате раскола СП СССР, произошедшего между номенклатурной литературной бюрократией и писателями демократической волны, был организован по инициативе Ю. Черниченко и Ю. Нагибина демократический Союз писателей Москвы, официально зарегистрированный в начале 1992 года. Первым секретарём был избран Владимир Семёнович Савельев, активный сторонник Б. Н. Ельцина. Одним из начинаний новой организации был приём в Союз писателей Москвы по инициативе Первого секретаря талантливых молодых поэтов, прозаиков, критиков и драматургов, чьё творчество не вписывалось в советские идеологические стандарты. В литературных кругах принятых окрестили «Ельцинской сотней».
В 1993 году подписал «Письмо сорока двух».
Похоронен на Ваганьковском кладбище.

## Творчество
Лирика Владимира Савельева так насыщена воздухом времени, что обретает звучание эпоса и развивается на эпическом фоне.
— Лев Озеров, «Образ и мысль». «Литературная Россия», 1970

…связь времён — давних и недавних — постоянно ощущается в том, что пишет Владимир Савельев. Порою эта связь прослеживается очень тщательно, шаг за шагом, а порою возникает вдруг, неожиданно, резко …
Владимир Савельев — поэт интересный. И голос его — искренний и взволнованный — отчётливо различим среди других поэтических голосов. А это очень важно.
Ибо, если твой голос слышен, значит, обязательно есть и эхо, есть отклик, ответ на то, о чём ты пишешь, ради чего ты живёшь на Земле.
— Роберт Рождественский

Жизнь, наполненная разномасштабной борьбой за правду и добро. Сердце, полное любви и горечи. Оттого так безгранично интересно общаться с ним, с его стихами. Он трепетно относится ко всему, что было с ним и со страной. Ничего не вычеркивается из судьбы…
— Римма Казакова

Казалось бы, нас с Володей разделяет непреодолимая огненная стена, которая всегда стоит между участниками войны и теми, кто родился позже; война проехалась окровавленными гусеницами по их детству. …И это детство для них стало тем, чем для нас — наша юность. Незатухающим угольком в сердце. Этот уголёк нестерпимо жёг сердце поэта. Жёг, не затухая ни на час. Мне трудно читать Володины стихи. Они настолько искренни, что я начинаю слышать его голос…
— Борис Васильев.

Он был прекрасный поэт: мудрая, глубокая, совершенная по форме поэма «Амазонки» заслуживает того, чтобы на многие десятилетия остаться в русской литературе.
— Леонид Жуховицкий

## Награды и звания
- Орден «Знак Почёта», 1984
- Почётная грамота Правления СП СССР, 1984
- Благодарность президента Б. Н. Ельцина за помощь в проведении выборов, 1996
- Заслуженный работник культуры Казахской ССР, 1980
- Заслуженный работник культуры Российской Федерации, 5 августа 1994 — за заслуги в области культуры и многолетнюю плодотворную работу[10]

## Семья
Жена — Кузовлева Татьяна Витальевна (1939), поэт, переводчик, прозаик. Член русского ПЕН-центра. Секретарь Союза писателей Москвы.
Дочь — Савельева Ольга Владимировна (1965), поэт, переводчик, участница VIII Всесоюзного совещания молодых писателей в 1984 году, член Союза писателей Москвы.
Внук — Утехин Артемий Борисович (1990), выпускник МГУ, программист.